# Hungryalism
Hungryalism ( Generazione di affamati - হাংরি আন্দোলন ) è un movimento letterario bengalese che ha cambiato il corso della letteratura Bengalese in grande stile. È stato lanciato nel 1961 da Malay Roy Choudhury, i soci fondatori sono stati Shakti Chattopadhyay, Samir Roychoudhury e Debi Ray.

## Hungryalisti celebri
- Malay Roy Choudhury
- Shakti Chattopadhyay
- Samir Roychoudhury
- Debi Ray
- Subimal Basak
- Pradip Choudhury
- Falguni Ray
- Basudeb Dasgupta
- Binoy Majumdar
- Tridib Mitra
- Anil Karanjai
- Sandipan Chattopadhyay
- Saileswar Ghose
- Subhas Ghose